# Петухи (Омутнінський район)
Петухи́ (рос. Петухи) — присілок у складі Омутнінського району Кіровської області, Росія. Входить до складу Вятського сільського поселення.
Населення становить 1 особа (2010).